# جاده موزیکال
یک جاده موزیکال، یک جاده یا بخشی از یک جاده است که وقتی راننده باعث ارتعاش لمسی بین جاده و چرخ خودرو می‌شود و لرزشی قابل شنیدن از طریق چرخ‌ها به بدنه خودرو به شکل نغمه موسیقی انتقال می‌یابد.
جاده موزیکال در نه کشور شناخته‌است: دانمارک، ژاپن، کره جنوبی، ایالات متحده آمریکا، چین، سان مارینو، تایوان، اوکراین و ایران.

## کشورها

### دانمارک

#### Asphaltophone
اولین جاده موزیکال Asphaltophone در اکتبر ۱۹۹۵ در Gylling Østjylland, دانمارک توسط Steen Krarup Jensen و Jakob Freud-Magnus دو هنرمند دانمارکی ساخته شد. این Asphaltophone ساخته شده از یک سری لرزاننده‌های ترافیکی برجسته، شبیه به لرزاننده ترافیکی چشم گربه‌ای با فواصل متناوب به طوری که وقتی راننده وسیله نقلیه از روی لرزاننده ترافیکی عبور می‌کنند، ارتعاشات ناشی از چرخ‌ها در داخل خودرو شنیده می‌شود.

### ژاپن

#### جاده ملودیک

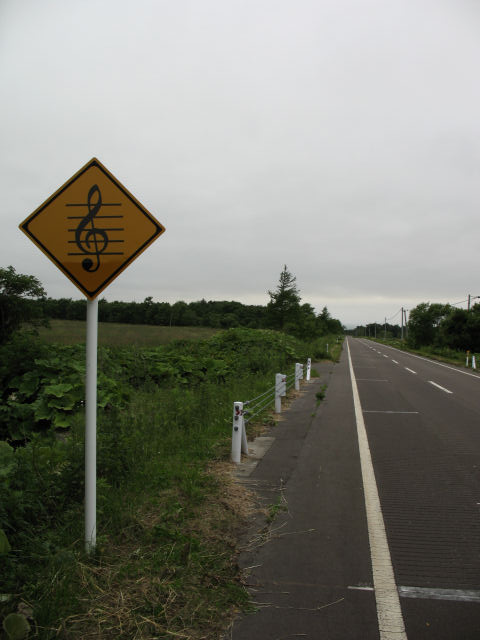
جاده ملودیک در شیبتسو هوکایدو٬ ژاپن

در ژاپن، Shizuo Shinoda به طور اتفاقی با بلدوزر خراشیدگی‌هایی در جاده ایجاد کرد و بر روی آنها رانندگی کرد، و فهمید که می‌شود بسته به عمق و فاصله شیارها نغمه‌هایی را ایجاد کرد. در سال ۲۰۰۷، Hokkaido National Industrial Research که قبلاً مشغول به کار بر روی یک سیستم با استفاده از نور مادون قرمز برای تشخیص سطوح خطرناک جاده بود، طراحی Shizuo Shinoda را تغییراتی داد و جاده ملودیک را ساخت. آنها با استفاده از همان مفهوم از برش و شیار به بتن در فواصل زمانی خاص فهمیدند که هرچه شیار نزدیک‌تر، نت صدا بالاتر (زیرتر) می‌شود؛ در حالی که هرچه شیار دورتر، نت صدا پایین‌تر (زیرتر) می‌شود.
جاده ملودی ۲۵۰ متری متعددی موجود است. آنهایی که برای اولین بار ساخته شده‌است شامل یکی در هوکایدو دیگری در شهر Kimino در واکایاما که در آن یک ماشین می‌تواند، تصنیف "Miagete goran yoru no hoshi wo" توسط Kyu Sakamoto را تولید کند. جاده با ایجاد رشته‌هایی از شیارهای با عرض و فاصله مشخص برای ایجاد فرکانس‌های لرزشی مشخص کار می‌کند.
تا سال ۲۰۱۶ بیش از ۳۰ جاده ملودیک در ژاپن وجود داشته‌است.

### کره جنوبی

#### جاده خواننده
جاده خواننده را می‌توان در Anyang, Gyeonggi کره جنوبی یافت و با استفاده از ایجاد شیار و برش به زمین شبیه به جاده ملودیک ساخته شده‌است. بر خلاف جاده موزیکال که برای جذب گردشگران طراحی شده، جاده خواننده برای کمک به رانندگان برای هشدار و بیدار ماندن طراحی شده است – 68 درصد از تصادفات در کره جنوبی به علت بی‌توجهی در حال خواب یا سرعت رانندگان است. جاده آهنگ "Mary Had a Little Lamb" را پخش می‌کند و در زمان چهار سال ساخته شده‌است.
تا سال ۲۰۱۰ سه جاده خواننده در کره‌جنوبی وجود دارد.

### ایالات متحده آمریکا

#### جاده موزیکال Civic
جاده موزیکال Civic در ۵ سپتامبر ۲۰۰۸ در خیابان K در لنکستر کالیفرنیا ساخته شده بود. پوشش یک چهارم مایل از جاده بین خیابان ۶۰ غرب و خیابان ۷۰ غرب، جاده موزیکال با استفاده از شیار برش شده در آسفالت قسمت پایانی William Tell Overture را تولید می‌کند. در ۲۳ سپتامبر به علت شکایت شهروندان از سر و صدا، جاده صاف شد.
پس از شکایت ساکنان شهر در مورد حذف آن، دوباره شروع به ایجاد آن در ۱۵ اکتبر ۲۰۰۸ در خیابان G بین خیابان ۳۰ غرب و خیابان ۴۰ غرب — این بار دو مایل دور از هر گونه اقامت. این جاده به نام Honda Civic نام گذاری شده‌است.
ریتم آهنگ قابل تشخیص است ولی به دلیل مشکلات محاسبه‌ای برای تعیین دوره فرکانس، آهنگ فقط مقداری شبیه آهنگ اصلی است.

#### Tijeras, New Mexico

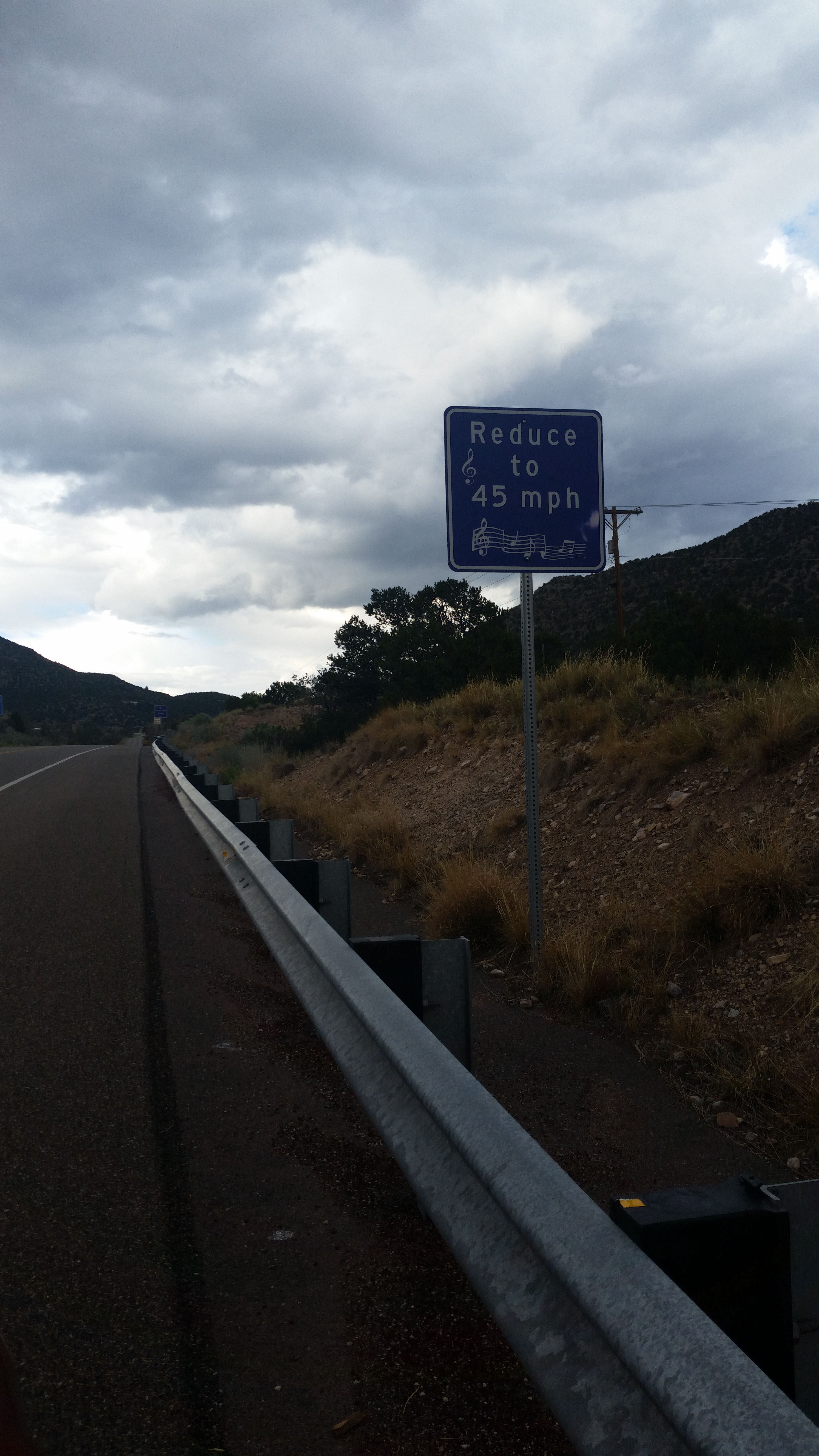
علائم در
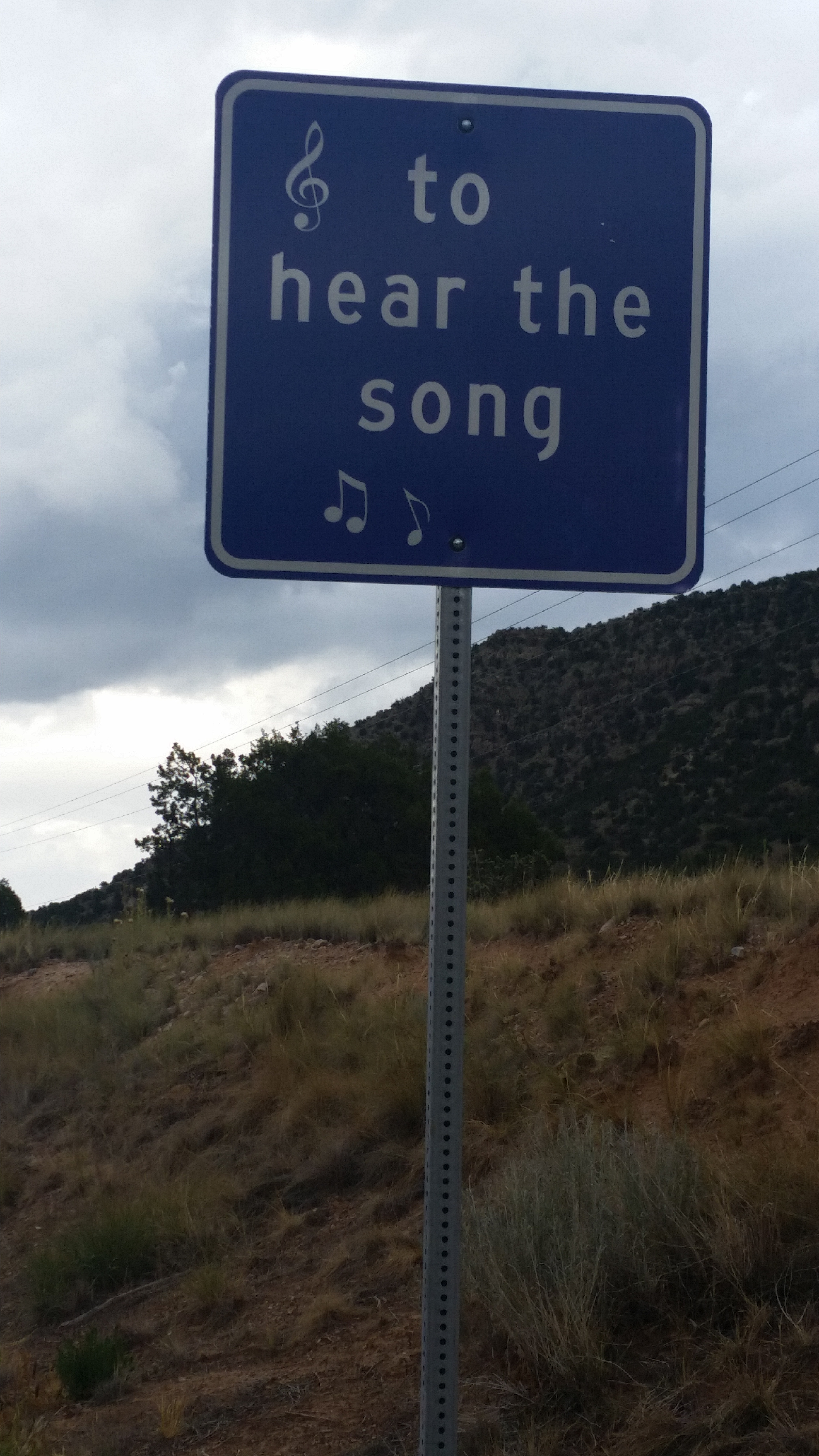
Tijeras موسیقی جاده

### ایران
طرح جاده موزیکال در ۳۰۰ متر محور فرعی امیرآباد به جاده اصلی مشهد در شهرستان دامغان اجرا شده است.